# Idols 3
Idols 3 was het derde seizoen van het televisieprogramma Idols.
In oktober 2005 begonnen de eerste audities van de derde Idols. De eerste liveshow was op 31 december dat jaar. Deze derde reeks wordt gepresenteerd door Chantal Janzen en Martijn Krabbé. De jury is hetzelfde gebleven, met uitzondering van het vertrek van Edwin Jansen. Ook namen afvallers uit de vorige twee edities opnieuw deel aan de voorrondes van Idols, onder wie Herman Berghuis. Harm Jacobs nam zitting in de jury van de Miss Netherlands Earth 2006-verkiezing.
Op 11 maart 2006 was de finale van Idols 3. Voor de finale was het al zeker dat men voor het eerst een vrouw Idols ging winnen. Het ging tussen Floortje en Rafaella. Rafaella won Idols met 58% van de stemmen. Zij was de eerste vrouwelijke winnares van Idols. Eerder in de liveshows kreeg Rafaella nog flinke kritiek van jurylid Henk-Jan Smits toen bleek dat zij zwanger was. Hij vond dit niet passend voor iemand die op het punt stond een zangcarrière te starten. Ook finaliste Charissa was zwanger tijdens de liveshows.

## Call-out order
| Order | Workshop  | Show 1    | Show 2    | Show 3    | Show 4    | Show 5    | Show 6    | Show 7    | Show 8    | Show 9    | Show 10  | Show 11  |
| ----- | --------- | --------- | --------- | --------- | --------- | --------- | --------- | --------- | --------- | --------- | -------- | -------- |
| 1     | Charissa  | Angelique | Ellen     | Floortje  | Angelique | Serge     | Angelique | Angelique | Raffaëla  | Floortje  | Raffaëla | Raffaëla |
| 2     | I-Jay     | Harm      | Aäron     | Aäron     | Harm      | Harm      | Floortje  | Floortje  | Floortje  | Ellen     | Floortje | Floortje |
| 3     | Floortje  | Serge     | Harm      | Serge     | Floortje  | Floortje  | Raffaëla  | Harm      | Angelique | Raffaëla  | Ellen    |          |
| 4     | Christon  | Aäron     | Floortje  | Raffaëla  | Raffaëla  | Ellen     | Serge     | Raffaëla  | Ellen     | Angelique |          |          |
| 5     | Ariël     | I-Jay     | Raffaëla  | Angelique | Serge     | Raffaëla  | Harm      | Ellen     | Harm      |           |          |          |
| 6     | Angelique | Floortje  | Angelique | Harm      | Aäron     | Angelique | Ellen     | Serge     |           |           |          |          |
| 7     | Aäron     | Raffaëla  | Serge     | Marescha  | Ellen     | Aäron     | Aäron     |           |           |           |          |          |
| 8     | Renske    | Christon  | Christon  | Christon  | Marescha  | Marescha  |           |           |           |           |          |          |
| 9     | Marescha  | Ellen     | Marescha  | Ellen     | Christon  |           |           |           |           |           |          |          |
| 10    | Harm      | Marescha  | I-Jay     | I-Jay     |           |           |           |           |           |           |          |          |
| 11    | Raffaëla  | Charissa  | Charissa  |           |           |           |           |           |           |           |          |          |
| 12    | Ellen     | Ariël     |           |           |           |           |           |           |           |           |          |          |
| 13    | Serge     | Renske    |           |           |           |           |           |           |           |           |          |          |

 De kandidaat werd gekozen door de jury
 De kandidaat kreeg de wildcard
 De kandidaat zat op de kruk
 De kandidaat moest naar huis
 De kandidaat won het derde seizoen

## Thema's liveshow
- Liveshow 1 (31 december, 2005): Geboortejaar
- Liveshow 2 (7 januari, 2006): Nederlands product
- Liveshow 3 (14 januari, 2006): Jukebox
- Liveshow 4 (21 januari, 2006): Rock
- Liveshow 5 (28 januari, 2006): 2000
- Liveshow 6 (4 februari, 2006): Disco
- Liveshow 7 (11 februari, 2006): Love Songs
- Liveshow 8 (18 februari, 2006): Nederlandstalig
- Liveshow 9 (25 februari, 2006): Big Band
- Liveshow 10 (4 maart, 2006): Publiekskeuze, Kandidatenskeuze, Jury's keuze
- Finale Idols 3 (11 maart, 2006): Duet, Eigen single, Eerder gezongen single, Duet met een legende

## Finalisten (op volgorde van afvallen)

### Raffaëla

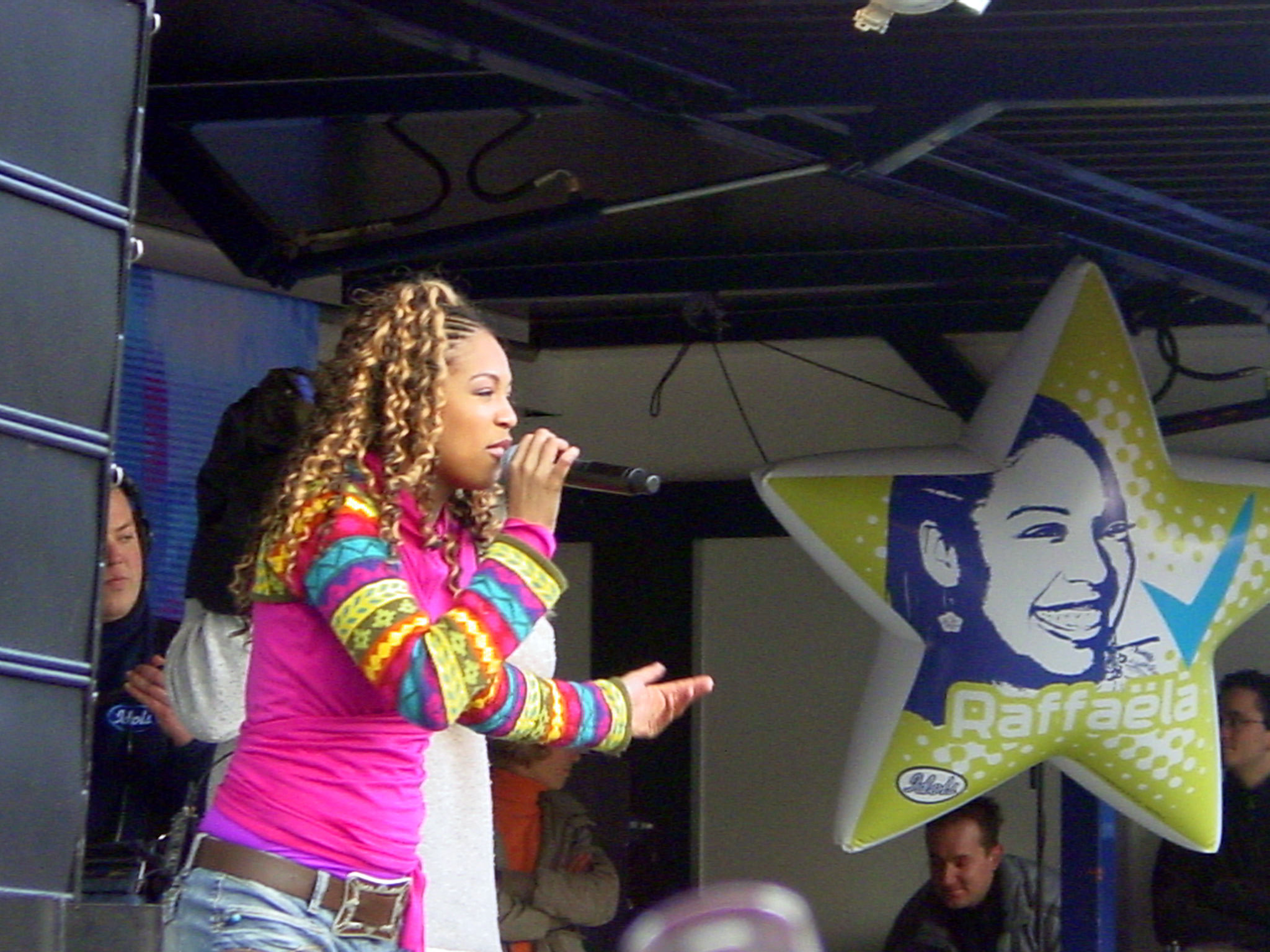
Raffaëla Paton tijdens de promotietour in Emmen

Raffaëla Paton (Emmen, 1 juni 1983):
Finalist en winnaar Idols III. Zij won met 58% van de stemmen, de finale van Idols III

### Floortje
Floortje Smit (Almere, 16 juli 1983):
Tijdens een van de "workshops", de ronde voor de grote liveshows, kreeg zij met 42% de meeste stemmen van het publiek, ondanks haar grote uitglijder bij een modulatie. Ze verloor in de finale van Rafaëlla. Ze kreeg in de finale 42% van de stemmen.

### Ellen
Ellen Eeftink (Amsterdam, 14 oktober 1982):
Eeftink studeert jazz-zang aan het conservatorium van Amsterdam. Zingen deed Eeftink al op zeer jonge leeftijd. Ze zingt sinds november 2001 in de band Soul Synergy. Tijdens de tiende liveshow viel ze af, vlak voor de finale. Ellen keerde terug in Idols 4 als zangcoach van de finalisten. Daarna ging ze o.a. naar X-factor, Hollands got talent en Popstars om daar óók als zangcoach te helpen.
Ze is verder ook leraar op 
Het Amsterdams Lyceum.

### Angelique
Angelique Koorndijk (Dordrecht, 25 september 1971):
Angelique is shopmanager en houdt van zingen en dansen. In 1989 heeft Angelique meegedaan aan de Soundmixshow van Henny Huisman. Zij vertolkte daar een nummer van Anita Baker. In 1999 tekende Angelique al eens een platencontract bij BMG, op het moment dat niemand minder dan juryvoorzitter Henkjan Smits daar A&R-manager was. Onder de naam Shanique nam ze toen twee singles op: Never Wanna Feel en Spend Da Night.

### Harm
Hermanus (Harm) Jacobs (Nijmegen, 6 juli 1976):
In het dagelijks leven is Jacobs werkloos. Wel zingt hij met zijn eigen band in het landelijke circuit. Jacobs viel af tijdens de achtste liveshow, nadat hij het zichzelf heel moeilijk maakte door iedere week weer zijn tekst kwijt te raken. Hij schreef dit toe aan zijn ADHD waardoor hij zich moeilijk kon concentreren. Harm maakte tot 2010 deel uit van de Nijmeegse feestband De Sjonnies.

### Serge
Serge Gulikers (Maastricht, 15 september 1982) kwam naar de liveshows door op kerstavond nog een wildcard te bemachtigen. Tijdens de zevende liveshow ging hij niet door. In 2007 speelde Gulikers in de Limburgse dialectsoap De Hemelpaort op L1 de rol van Sem Peeters.

### Aäron
Aäron Ayal (Vught, 27 oktober 1988):
Afgevallen tijdens de zesde liveshow, hij zong toen Rock your baby van George McCrae.
Zijn ouders zijn van Molukse afkomst.
Hij maakte deel uit van Hit! een kindergroep, met Floor Eizema en Alice Hoes.
Zij hebben twee singles en een album uitgebracht.
In 2016 deed hij mee aan het vijfde seizoen van Idols, maar viel tijdens de theaterrondes af. Hij kwam bij de laatste 93.

### Marescha
Marescha van der Stelt (18 november 1982):
Afgevallen tijdens de vijfde liveshow.
Marescha deed Pabo. Haar hobby's zijn zingen, shoppen en uit eten gaan en voordat ze aan Idols mee deed was ze een gospelzangeres en heeft ze een tijdje muziektheater gestudeerd aan het conservatorium in Tilburg.

### Christon
Christon Kloosterboer (22 september 1982):
Kloosterboer was vanaf het begin een van de favorieten van de jury. Tijdens de vierde liveshow kreeg hij met 2% het minste aantal stemmen, wat voor hem zijn laatste ronde betekende. In 2006 deed hij auditie voor de popgroep XYP, waar hij drie top 40-hits mee scoorde. Nadat de groep een jaar later uit elkaar viel, ging Kloosterboer werken aan een nieuw project. Daaruit ontstond de band Rigby.

### I-Jay
Iwan Cairo (18 februari 1972):
Afgevallen tijdens de derde liveshow.

### Charissa
Charissa van Veldt (Meppel, 29 maart 1979):
Afgevallen tijdens de tweede liveshow.

### Ariel
Harriët Sietses (1 oktober 1977):
Afgevallen tijdens de eerste liveshow samen met Renske.

### Renske
Renske van der Veer (25 juni 1980):
Afgevallen tijdens de eerste liveshow samen met Ariel.